# Atlas (kartografija)
Atlas, zbirka astronomskih i geografskih karata sustavno sređenih u sadržajnu cjelinu (naziv po mitološkom liku koji se javlja u 16. stoljeću na naslovnoj stranici Mercatorove zbirke karata). Također naziv za zbirku tablica, grafikona i ilustracija u botanici, zoologiji, medicini, tehnici koju nazivamo enciklopedijski atlas.

## Povijest
Prvu knjigu koja sadrži geografske karte i koja bi se mogla smatrati atlasom je sastavio antički geograf Klaudije Ptolomej u Aleksandriji oko 150. godine nakon Krista. Taj atlas je doživio ponovno izdanje u Bologni 1477. godine. Jedan od samo nekoliko preostalih primjeraka tog atlasa se danas čuva u franjevačkom samostanu na Košljunu. Prvi moderni atlas je sastavio belgijski geograf Abraham Ortelius 1570. godine. Nazvao ga je Theatrum Orbis Terrarum i sadržavao je 53 geografske karte koje su prikazivale cijeli tada poznati svijet. Ime atlas je uveo značajan belgijski geograf i kartograf Gerardus Mercator koji je izrađivao precizne karte svijeta i potaknuo Orteliusa na izradu atlasa, a prvi vlastiti atlas je izdao 1595. Prije se smatralo da je ime dao prema divu Atlasu iz grčke mitologije, ali se danas smatra da je ime dao prema mauretanskom kralju Atlasu.

## Vrste atlasa
Atlase možemo podijeliti u različite kategorije po različitim kriterijima. Prva dimenzija po kojoj se atlasi mogu razgraničiti je s obzirom na vrstu mediju, pa tako razlikujemo tiskani i elektronički atlas. S obzirom na znanje i vještine korisnika ili prema upotrebi dijelimo ih na školski atlas, kućni atlas i atlas za planiranje. Atlase s obzirom na opseg i veličinu možemo podijeliti na atlas svijeta, atlas kontinenta, atlas država i atlas gradova. Prema obuhvatu razlikujemo opći atlas i tematski atlas. Opći atlas sadržava većinom fizičke karte, dok je tematski atlas posvećen jednoj temi, pa razlikujemo povijesni atlas, atlas prirode, atlas anatomije, i dr. 

|